# Marcin Tạ Đức Thịnh
Św. Marcin Tạ Đức Thịnh (wiet. Martinô Tạ Đức Thịnh) (ur. ok. 1760 r. w Kẻ Sắt w Wietnamie – zm. 8 listopada 1840 r. w Bảy Mẫu w Wietnamie) – ksiądz, męczennik, święty Kościoła katolickiego.
Marcin Tạ Đức Thịnh urodził się w rodzinie chrześcijańskiej. Gdy miał 18 lat rodzice chcieli go ożenić, ale on miał inne plany. Przyjął święcenia kapłańskie. Pracował w wielu parafiach: Cửa Bạng, Đồng Chuối, Nam Xang, a pod koniec życia w Kẻ Trình. Został aresztowany w Kẻ Báng w połowie 1840 r. podczas prześladowań i przetransportoany do więzienia w Nam Định razem z dwoma księżmi: Józefem Nguyễn Đình Nghii Pawłem Nguyễn Ngân. Pomimo podeszłego wieku był torturowany, żeby wyrzekł się wiary. Został ścięty razem z Józefem Nguyễn Đình Nghi, Pawłem Nguyễn Ngân oraz dwoma świeckimi katolikami: Marcinem Thọ i Janem Chrzcicielem Cỏn 8 listopada 1840 r. w Bảy Mẫu.
Dzień wspomnienia: 24 listopada w grupie 117 męczenników wietnamskich.
Beatyfikowany 27 maja 1900 r. przez Leona XIII. Kanonizowany przez Jana Pawła II 19 czerwca 1988 r. w grupie 117 męczenników wietnamskich.